# CHILL (漫画)
『CHILL』（チル）は、講談社の漫画週刊誌『週刊ヤングマガジン』2006年第7号から2008年第35号まで連載された近未来本格警察アクション漫画。原作木内一雅、夏元雅人作画。単行本は全8巻。
タイトルの「チル」は、朝鮮語で漢字の「七」を表す言葉であるが、ストーリー展開の中でこの数字がどのような意味を持つのかについては明らかにされないまま最終回を迎えており、何らかの理由により核心に迫る前に連載が打ち切られたものと見られる。

## あらすじ
20XX年、極東で一つの国家が崩壊。その国家の元支配層であった20万人の難民を、日本政府は受け入れ、東京湾の埋立地「CITY」に押し込める。2018年、増加する外国人犯罪に対抗するべく結成された警察の特殊部隊「A.C.A.T」に配属された新人の飛騨陸は、初日から相棒となった赤城美香に連れられて「CITY」に聞き込みに行き、想像もしなかった世界を知る。そこで襲われている幼い姉妹を助けたことから暴動に巻き込まれるが、間一髪で脱出した。こうして彼の命がけの「A.C.A.T」生活が始まった。

## 登場人物

### A.C.A.T
飛騨 陸（ひだ りく） 22歳 警部補
主人公。福岡出身で九州訛りで話す。大柄な体格だが、人柄は朴訥でおとなしい。しかし、愛郷心が非常に強く、田舎者といわれるとキレる。戦闘能力は高く、精鋭揃いのA.C.A.T隊員たちをも驚愕させる。物語最後には片手を失ったが義手をつけ4年後もACATに残り、警部に昇進して活躍している。
赤城 美香（あかぎ みか） 32歳 警視
飛騨とバディを組む女性隊員。春日部市出身。射撃の名手で相手の気配や動きを察知したり、常人は感知し得ない危険や違和感を察知する超能力を持つ。今まで6人の相手とバディを組んできたが、全員が殉職しているため、ACAT以外の警察の仲間からは「死神」呼ばわりされる警察の厄介者。失踪した父親(某国の工作員だったとされる)が残したドラグノフ狙撃銃を愛用している。物語最後の大脱走事件後失踪。外国人マフィアの幹部を狙うテロリストとなっている。
高野 亮児（たかの りょうじ） 35歳 警視
飛騨たちの所属するβチームのアクションチーフ。高卒からの叩き上げで現場での頼れる指揮官となる。
和泉 誠（いずみ まこと） 30歳 警視
眼鏡の知性派隊員。刺客の襲撃により指揮官を失ったαチームの新チーフとしてコンバートされる予定だったが、αチーム自体の事実上の全滅により立ち消えとなった。
久住 健輔（くずみ けんすけ） 32歳 警視
寡黙な隊員。高い身体能力と技量を持ち、ミッション遂行能力は極めてハイレベル。犯人を敵と表現し、裏切り者は許さない。
那須 滋（なす しげる） 27歳 警部
若手隊員。相棒の木曽とは1歳下だが、ミッション中はタメ口だったため同期と思われる。(第1話では敬語で与太話をしていた)。
木曽 幸造（きそ こうぞう） 28歳 警部
色黒なお調子者。少々ツメが甘い所がある。ACATの情報をテロリストに流してしまった為、久住達から裏切り者呼ばわりされ、殺されそうになる。大脱走事件中、保衛団の策略で誘拐されていた少女の救出に成功するが、自身は暴徒化した難民達から逃げ切れず死亡。
富士 光男（ふじ みつお） 40歳 警視
A.C.A.Tの係長であり飛騨たちの上司だが、プライドばかり高い無能者で、部下からは小馬鹿にされている。元キャリアであったが、法改正によりキャリア制度が撤廃されたため、ノンキャリアの部下や同僚を罵りつつ、難関を突破したという過去の栄光にすがっている。
白根アスカ（しらね あすか） 20歳 巡査
A.C.A.Tの庶務係。元A.C.A.Tの隊員。最年少の19歳で特務員となりA.C.A.Tに配属されたが、CITY調査中にパートナーの先輩隊員が死亡したため3ヶ月で現場を引退した。酒に酔うと少々性格が変わる。物語最後ではACATに警部補として復帰しており、飛騨との関係も順調？
秋葉（あきば） 享年不詳 警視長
殉職による特進で、隊内では一番の出世だったという。

### 保衛団
朴 哲海（パク・チョルヘ） 41歳 大佐
保衛団団長。赤城に執着している。日本の裏社会を支配しようと画策している。
高 正順（コ・ジュンスン） 32歳 小佐
保衛団副団長。大佐の言いなりではなく自らの野心を持つ。
大脱走事件中、赤木達はリモコンで爆弾操作しようとする高を発見し、爆発を阻止する為に彼へ致命傷を負わせるが、外界へのゲート破壊は許してしまう。
白 克烈（パク・クンニョル） 大尉
保衛団警備隊長。A.C.A.Tに敵意を持っている。

### その他
李 英姫（イ・ヨンヒ）
飛騨がCITYで助けた姉妹の姉。最終話では飛騨の元で暮らしている。
実は「某国」の支配者の隠し子で、その背中には支配者の隠し財産の手がかりとなる入れ墨が彫られている。
李 英愛（イ・ヨンエ）
飛騨がCITYで助けた姉妹の妹。やはり最終話では姉と同じく飛騨の元で暮らしている。

## 用語
A.C.A.T（エーキャット）
警視庁・組織犯罪対策部外国人組織犯罪課特別捜査班(英語表記：Alien Organized Crime Control Department Special Investigation & Attack Team)の略。増加する外国人犯罪に対応するため設立された部署で、軍隊並みの重装備が支給されている。日本にある4つの特殊部隊の中で最も殉職率が高いため査定ポイントが通常の3倍付き、昇進も早い。危険な職場で死者も非常に多いため一部では「歩く死体」と呼ばれており、辞めるものが後を絶たない。また、階級が上がっても給料や退職金などは上がるが、重要な管理ポスト(行政官)には就けない。
CITY（シティー）
日本が受け入れた「ハングルを母国語とし、独裁政権であった某国」からの20万人以上の難民が暮らす難民キャンプ。商業地区、住宅地区、スラムなど複数に分かれている。国連が住人による自治権を認めており、日本警察といえど中で起こった犯罪には手出しができない。外界と厳重に隔離されているが、何か出入りする方法があると見られている。日本政府が年間200億以上の税金を投入しているが、難民たちが元支配層ということもあり不満に思っている日本国民は多い。
保衛団
CITYで警察の役割をしている。通称レッドスカーフ。密かにCITYを脱出して殺人を繰り返している。CITYの外ではNKグループという非合法集団で活動している。某国元人民軍の兵士や軍人によって組織されておりライフル(M16)の所持が許可されている。
賢人会議（ヒョニンヘウイ）
CITYの行政や司法を執行する自治政府機関。某国の政府の元閣僚連中によって構成されている。
公務員制度改革法
200X年の政権交代を期に改定された法律で、これにより公務員に業績制が導入され、キャリア制度も廃止された。どれだけ納税者の利益になったかを100以上の査定項目で評価され、国民のために真面目に働いた公務員だけが高い給料や退職金をもらえるようになっている。

## その他
設定では2018年以降だが、現行モデルのランドクルーザー200やメルセデス・ベンツSクラスなどが登場する事も多い。（パトカーについては、トヨタエンブレムが付いているが、架空の車である。）